# Ginyanga
Ne doit pas être confondu avec Nyanga (langue).
Le ginyanga est une langue kwa du groupe de langues guang, parlée au Togo.

## Prononciation
|            | Bilabiales | Bilabiales | Alvéolaires | Alvéolaires | Palatales | Palatales | Vélaires | Vélaires | Labiovélaires | Labiovélaires | Glottales | Glottales |
| ---------- | ---------- | ---------- | ----------- | ----------- | --------- | --------- | -------- | -------- | ------------- | ------------- | --------- | --------- |
| Occlusives | p          | b          | t           | d           |           |           | k        | g        | kp            | gb            | ʔ         |           |
| Affriquées |            |            |             |             | c         | ɟ         |          |          |               |               |           |           |
| Nasales    |            | m          |             | n           |           | ɲ         |          | ŋ        |               | ŋm            |           |           |
| Fricatives | f          |            | s           |             |           |           |          |          |               |               |           |           |
| Latérales  |            |            |             | l           |           |           |          |          |               |               |           |           |
| Spirantes  |            | w          |             |             |           | j         |          |          |               |               |           |           |
| Battues    |            |            |             | r           |           |           |          |          |               |               |           |           |

|                    | Antérieures | Centrales | Postérieures |
| ------------------ | ----------- | --------- | ------------ |
| Fermées (+ATR)     | i           |           | u            |
| Pré-fermées (-ATR) | ɪ           |           | ʊ            |
| Mi-fermées (+ATR)  | e           |           | o            |
| Mi-ouvertes (-ATR) | ɛ           |           | ɔ            |
| Ouvertes (-ATR)    |             | a         |              |